# Hugo J. Hahn
Hugo Joseph Hahn (* 15. Januar 1927 in Dieburg; † 26. März 2010) war ein deutscher Rechtswissenschaftler.

## Leben
Hugo Hahn, Sohn von Anna Hahn, geborene Ott, und des Studienrats Heinrich Hahn, studierte von 1946 bis 1950 Rechtswissenschaften an der Johann-Wolfgang-Goethe-Universität in Frankfurt am Main und war anschließend von 1950 bis 1951 Wissenschaftlicher Assistent am Max-Planck-Institut für ausländisches öffentliches Recht und Völkerrecht in Heidelberg. 1950 absolvierte er die erste juristische Staatsprüfung. 1951 war er einer der ersten deutschen Studenten nach Kriegsende an der Harvard Law School (HLS) in Cambridge, Massachusetts und beendete 1952 das Studium zum Master of Laws (LL.M.) mit Auszeichnung. Nach einem Auslandsaufenthalt in Paris wurde er 1953 an der Universität Frankfurt zum Dr. iur. promoviert.
Während seiner Referendarausbildung war Hahn von 1953 bis 1956 zugleich Justitiar des deutsch-amerikanischen Wirtschaftsverbands in Frankfurt am Main. 1956 legte er in Frankfurt die zweite juristische Staatsprüfung ab und wurde Persönlicher Referent von Franz Josef Strauß im Bundesministerium für Atomenergie, und als solcher von 1956 bis 1958 Mitglied der deutschen Delegation bei den Verhandlungen zur Gründung von EWG und Euratom. 1958 wechselte Hahn als Berater zur OEEC nach Paris, deren Justitiar er von 1963 bis 1968 in der Nachfolgeorganisation OECD war. 1963 war er Gastprofessor der Acad. de Droit International in Den Haag.
Im Jahr 1965 habilitierte sich Hahn an der Johannes Gutenberg-Universität Mainz. 1968 hatte er eine Gastprofessur an der Universität Paris inne und 1969 war er einer der Gründungsmitglieder der Juristischen Fakultät der Johannes Kepler Universität Linz, wo er von 1969 bis 1974 als ordentlicher Professor wirkte. In Orléans war er 1971 Gastprofessor der Soc. Franc. pour le Droit International (ab 1973 auch Mitglied ). 1974 erhielt er seine Ruf als ordentlicher Professor für Staats- und Völkerrecht an die Julius-Maximilians-Universität Würzburg und war Geschäftsführender Vorstand am Institut für Völkerrecht, Europarecht und Internationales Wirtschaftsrecht. Von 1983 bis 1985 übte er das Amt des Dekans der Juristischen Fakultät der Universität Würzburg aus. Er begründete die Würzburger „Wechselrede“ und die „Würzburger Universitätsreden“, die Fachleute aus Geld-, Bank- und Währungsrecht zusammenbrachte. 1995 wurde der im Würzburger Stadtteil Lindleinsmühle lebende Hahn emeritiert.
Hugo J. Hahn engagierte sich in zahlreichen nationalen und internationalen Gremien wie der International Law Association (ILA), deren Ausschuss für Geldrecht (Monetary Committee) er seit 1963 angehörte und die er von 1973 bis 1995 präsidierte. Von 1977 bis 1980 war er Verfahrensbevollmächtigter der Bundesrepublik Deutschland vor dem Schiedsgericht für das Abkommen über deutsche Auslandsschulden im Young-Anleihe-Prozess.
Hahn veröffentlichte zahlreiche Schriften zum deutschen und ausländischen öffentlichen Recht, zum Völkerrecht sowie insbesondere zum deutschen, europäischen und internationalen Währungsrecht. Er betreute vier Habilitationen und über fünfzig Dissertationen.
Hahn stammte aus einer politisch engagierten katholischen Familie; 1945/1946 gehörte er zu den Mitgründern der hessischen CDU und war seit 1947 Mitglied der katholischen Studentenverbindung KDStV Hasso-Nassovia Frankfurt am Main im CV. 1969 wurde er Mitglied der K.a.V. Austro-Danubia im ÖCV und 1978 Mitglied der KDStV Markomannia Würzburg im CV. Hugo Hahn war ab 1956 verheiratet mit Waltraud Hahn, geborene Jaeger, und hatte zwei Kinder (Hildegard und Hanns Michael). Sein Sohn ist Professor für Europarecht an der Universität Lausanne.

## Ehrungen und Auszeichnungen
- Mitglied der Haager Akademie für Völkerrecht (1963)
- Mitglied der Société Française pour le Droit International (1968)
- Mitglied der Harvard Law School Association
- Mitglied der Harvard Law School Association of Europe
- Mitglied des Manley-Hudson-Stiftungsvereins (ab 1976)
- Ernennung zum Ritter des Ritterordens vom Heiligen Grab zu Jerusalem (1971)
- Bundesverdienstkreuz 1. Klasse des Verdienstordens der Bundesrepublik Deutschland (1982)
- Ritter des Ordre des Palmes Académiques (Frankhreich, 1984)
- Ehrendoktorwürde zum Dr. iur. h. c. der Universität Caen (1987)
- Ehrenvorsitzender des Ausschusses für Geldrecht der International Law Association (1995)
- Ehrenvorsitz des Dommusikvereins Würzburg (1997), zuvor ab 1976 Vorsitzender
- Ernennung zum Ritter des päpstlichen Silvesterordens (2004)

## Schriften
- Rechtsfragen der Diskontsatzfestsetzung. 1966.
- Das Geld im Recht der parlamentarischen Demokratie. 1970.
- Das Währungsrecht der Eurodevisen. 1973.
- Die OECD. 1976.
- Funktionenteilung im Verfassungsrecht Europäischer Organisationen. 1977.
- als Hrsg.: Währungsordnung und Konjunkturpolitik. 1977.
- Aufwertung und Abwertung im Internationalen Recht. 1979.
- als Hrsg.: Banken und Bankengruppen. 1980.
- Bardepot und Währungsrecht. 1980.
- Währungsrecht und Gestaltwandel des Geldes. 1981.
- Die Deutsche Bundesbank im Verfassungsrecht. 1982.
- als Hrsg.: Institutionen des Währungswesens. 1983–1982.
- Voraussetzungen und Umfang des Rechtserwerbs nach Art. 21 III Einigungsvertrag und dessen Verhältnis zu den Art. 134 und 135 GG (= Schriftenreihe des Bundesministeriums der Finanzen. Band 50). Bonn 1993.
- Das Währungswesen in der europäischen Integration. Würzburger Universitätsreden 1993–1995. Publikumsveranstaltungen des Seminars für Währungsrecht und Außenwirtschaftsrecht (= Schriften zur monetären Ökonomie. Band 39). Nomos Verlag, Baden-Baden 1996, ISBN 3-7890-4203-X.
- Die Europäische Währung. Nomos, 1999, ISBN 3-7890-6062-3.
- mit Ulrich Häde: Verwaltungsrecht. 18 Fälle und Lösungen. Kohlhammer, 2002, ISBN 3-17-011865-X.
- mit Ulrich Häde: Währungsrecht. 2. Auflage. Beck Juristischer Verlag, 2010, ISBN 3-406-58525-6.